# Cape Coral
Cape Coral é uma cidade localizada no estado norte-americano da Flórida, no condado de Lee. Foi fundada em 1957 por Leonard e Jack Rosen que adquiriram um lote de 270 km por US$ 678 000 e começaram o planejamento da cidade, depois foi incorporada em 1970.
A cidade é conhecida por ter a maior rede de canais do mundo com mais de 640 km.

## Geografia
De acordo com o United States Census Bureau, a cidade tem uma área de 312,4 km², onde 273,7 km² estão cobertos por terra e 38,7 km² por água.

## Demografia
Segundo o censo nacional de 2010, a sua população é de 154 305 habitantes e sua densidade populacional é de 563,8 hab/km². É a localidade mais populosa do condado de Lee, e também a que, em 10 anos, teve o maior crescimento populacional do condado. Possui 78 948 residências, que resulta em uma densidade de 288,5 residências/km².

## Geminações
- Nieri, Nieri, Quénia[4]